# 문화방송
문화방송(文化放送, 영어: Munhwa Broadcasting Corporation, MBC)은 대한민국을 가시청권으로 한 지상파 방송사이다. 라디오 방송국은 1959년에 부산에서 시작하여 1961년에 서울에서 개국했다. TV 방송국은 1969년에 개국했으며 11번 채널에서 방송한다.

## 연혁

### 설립과 라디오 시대 (1959년 ~ 1969년)
1959년 4월 15일 개인사업가 김상용과 방송기술자 정환옥이 한국 최초의 상업 라디오 방송인 부산문화방송을 개국함으로써 문화방송 계열회사 중 최초로 방송국을 설립했다. 현재의 부산문화방송은 개국 당시부터 1965년까지 문화방송이라는 명칭을 사용했다.
김지태는 1961년 1월에 서울에서 서울민간방송이라는 상호로 회사를 설립한 후 3월은 한국방송HBC으로 사명을 변경한다. 1기 성우, 기자, 아나운서 모집은 모두 한국방송 시기인 6월 7일에 이루어졌다. 7월은 라디오서울로 이름을 바꾼 후 10월에 한국문화방송으로 다시 바꾼다. 11월에 라디오방송 시험전파를 발사하고, 12월에 MBC 라디오 방송국을 개국한다. 하지만 김지태는 5·16 군사 정변 이후 부정축재자로 적발, 1962년 한국문화방송, 부산문화방송, 부산일보 등 전 재산을 5·16장학회에 헌납했다.
- 1961년 12월 2일: MBC AM 개국

문화방송은 1963년 4월 12일 정부로부터 전국의 주요 도시 곧 대구, 광주, 대전, 전주 등에 지국 설치 허가를 얻어서 네트워크 확장에 주력하기 시작했다. 1963년 8월 8일 문화방송 대구지국(現 대구문화방송), 1965년 전주지국(現 전주문화방송)이 첫 전파를 발사함으로써 MBC는 전국 6대 도시를 연결한 네트워크를 구성했다. 이어 1968년부터 1969년 사이에도 울산민간방송(現 울산문화방송), 진주민간방송(現 MBC경남 진주), 영동방송(現 MBC강원영동 강릉), 강원방송(現 춘천문화방송), 라디오목포(現 목포문화방송), 남양방송(現 제주문화방송), 경남방송(現 MBC경남 창원) 등 7개의 민영방송이 등장, 문화방송과 네트워크 가맹을 맺음으로써 전국 네트워크엔 총 13개의 직할국 또는 가맹국이 참여하게 되었다.
1966년은 라디오의 질적 심화와 발전이라는 목표로 ‘뉴라디오이론’을 도입한다. 이로써 한국 방송 사상 처음으로 생활정보방송을 실시하였고, 자율심의기관인 방송편성심의위원회·농어촌방송자문위원회 등을 설치하였다. 사세가 확장되며 1968년 2월에 정동 사옥을 기공, 같은해 12월 31일에 TV 시험전파 방송을 성공한다.

### 흑백 텔레비전 시대 (1969년 ~ 1980년)
- 1969년 8월 8일: 광고방송(상업광고방송) 실시.

한국문화방송은 1969년 새로이 준공된 정동 사옥에서 MBC TV(호출부호 HLAC-TV, 출력 2 kW)를 개국한다. 광고방송(상업광고방송)을 실시를 하였다. 후발주자였지만 1969년은 일본 후지 TV, 1971년에는 타이완 TTV,, 홍콩 RTV(이후 ATV), 미국 CBS를 비롯해 20여개 지역 민방사와 네트워크협정도 맺는다.
- 1971년 9월 19일: MBC FM 개국

이후 여러 대형쇼를 기획해 사람들의 이목을 집중시켜서 드라마 《새엄마》, 《신부일기》, 《수선화》, 《후회합니다》 등을 히트시키며 시청률면에서 KBS를 앞서고 마침내는 1974년은 시청률 우위를 점하고 있던 TBC를 앞서기도 했다. 이후 TBC와 시청률이 막상막하였으며 서로 번갈아가며 드라마를 히트시켰다. 1974년 11월 1일 박정희 대통령의 지시로 경향신문과 통합되어 주식회사 문화방송·경향신문으로 사명을 변경하였으나 1980년 언론통폐합으로 신아일보를 흡수하였지만 경향신문과는 분리되면서 현재 경향신문-문화방송은 정수장학회에 관여되어 있다는 것 외에는 무관하다. 1969년 은행 차입과 외자에 의존해 TV 방송을 시작하면서 경영난에 봉착한 문화방송의 경영난을 타개하기 위해 박정희 정권은 주식의 70%를 쌍용화재와 현대 등 대기업 11개 회사에게 강제 인수시켰다. 대기업 지분은 배당도 받지 못하고 의결권도 없고 매각도 할 수 없는 조건이었다. 1977년에는 MBC 대학가요제를, 1979년은 MBC 강변가요제를 시작하고 같은 해 여의도 스튜디오가 공사에 들어간다. 그리고 1980년 12월 22일, 컬러 방송이 시작되었다.

### 컬러 방송 시대 (1980년 ~ 1990년)
1980년 7월 8일 첫 컬러 시험 방송을 시작하여 이듬해에는 TV 컬러방송을 전국으로 확대하였다. 그러나 1980년 전두환 신군부 세력이 정권을 장악하면서 대기업들은 문화방송 주식을 내놓았고, 11월 언론통폐합 과정에서 한국방송공사(이하 KBS)가 맡게 됐다. 7개 지역 가맹국의 주식 또한 각각 51% 이상 인수되어 문화방송은 전 가맹국과 직할국을 계열화하게 되었다. 또한 1981년 4월 1일, '신방겸영' 금지를 명문화한 언론기본법 제정에 따라 문화방송과 경향신문사가 분리되어 MBC의 독립적인 방송 체제가 확립되었다. 
같은 시기에 MBC의 물리적 기반도 확장되었다. 1982년 3월 17일에는 서울 여의도에 스튜디오 사옥을 준공하여 방송 제작 능력을 크게 향상시켰다. 이와 동시에 다른 방송사와 비교할때 시청률에 우위를 보였으며 뉴스, 드라마, 예능 등 거의 전 부문에서 KBS를 앞섰다.(지상파 민영 상업 방송사인 SBS 개국 이후인 90년대 중반까지). 1986년 1월 1일에는 홍익대학교 권명광 교수가 작업한 새로운 CI(Corporate Identity)를 도입하여 브랜드 이미지를 현대화했다.
전두환이 퇴임하고 노태우가 정권을 잡은 뒤 방송의 공정성과 독립성 강화를 위한 제도적 변화도 있었다. 1988년 12월 26일, '방송문화진흥법'을 제정하고 문화방송의 주식의 70%를 공인법인인 방송문화진흥회가 관리하도록 하였다. MBC의 주식을 정부나 외부의 간섭 없이 독자적으로 운용하고 감독함으로써 방송의 공정성과 독자성을 보장하고, 나아가 방송문화의 발전 및 공공복지 향상에 기여하기 위한 것이었다고 설명하기도 한다. 문화방송은 모든 방송 제작을 포함한 모든 비용을 시청료가 아닌 광고 수익으로 충당하고 있어 상업적 성격이 있으나, 방송문화진흥회를 중심으로 문화방송의 사장을 선임하고 경영을 감시하므로 공영방송이라고 할 수 있다. 유사한 체제로는 영국의 채널 4가 있다. 방송문화진흥회 주식 이외의 주식지분 30%는 정수장학회가 보유하고 있다.

### 멀티미디어 시대 (1991년 ~ 2000년)
1991년 1월 17일, 걸프 전쟁으로 인한 유가 상승과 국내 에너지 절약 정책에 따라 방송 시간을 단축하는 등 시대적 상황에 대응하는 모습을 보였다. 그로부터 3년 뒤에는 MBC 프로덕션, MBC 미디어텍, MBC 방송문화원을 창립했고, 이듬해 MBC 미술센터를 세웠다. 동시기 일산 사옥의 부지를 매입하고 신사옥 건설을 추진하는 모습도 보였다.
2000년대에 들어서면서 MBC는 인터넷 시대에 발맞춰 큰 변화를 겪었다. 2000년 3월 11일에는 《인터넷 MBC》(iMBC)를 창립하고, 같은 해 7월 7일에는 공식 사이트(imbc.com)를 개설하여 온라인 플랫폼으로의 확장을 시작했다.
조직 구조 면에서도 변화가 있었다. 2000년 4월 10일에는 《MBC 프로덕션》과 《MBC 예술단》을 합병하여 제작 역량을 강화했다. 또한 2000년 9월 1일에는 경영센터를 입주하여 경영 효율성을 높이는 등 내부 구조 개선에도 힘썼다.
이러한 일련의 변화들은 MBC가 급변하는 미디어 환경에 적응하고, 디지털 시대의 방송사로 거듭나기 위한 노력의 일환이었다. 특히 인터넷 기반 서비스의 확대는 MBC가 전통적인 방송 매체를 넘어 새로운 미디어 플랫폼으로 영역을 확장해 나가는 중요한 전환점이 되었다.

### 디지털 시대 (2001년 ~ 2010년)

MBC HDTV 중계차 (2008년)

MBC는 2000년대에 들어서며 디지털 시대에 부응하는 다양한 기술적 혁신과 조직적 변화를 겪었다. 2001년 12월 DTV 방송을 개시하며 디지털 방송 시대의 서막을 열었고, 2005년 12월에는 지상파DMB 서비스를 시작하여 모바일 방송 영역으로 확장했다. 2006년 6월에는 데이터방송을 시작하며 방송의 양방향성을 강화했다. 
조직 정체성과 인프라 측면에서도 주목할 만한 변화가 있었다. 2005년 1월 3일에는 새로운 CI를 도입하여 브랜드 이미지를 쇄신했다. 같은 해 1월 21일에는 자회사인 iMBC가 코스닥에 상장되어 자본 시장에 진출하는 중요한 이정표를 세웠다. 시설 면에서는 2007년 11월 30일 MBC일산드림센터를 완공하여 제작 역량을 강화했고, 2006년 6월에는 상암동 디지털미디어시티 내 신사옥 부지를 확정했으며, 2010년 6월 18일에는 신사옥을 착공했다. 또한 2010년 9월 1일에는 MBC 경기인천지사(현 MBC경인지사)를 개소하여 지역 방송 네트워크를 확대했다.
이러한 일련의 변화들은 MBC가 급변하는 미디어 환경에 적응하고, 디지털 시대의 종합 미디어 기업으로 거듭나기 위한 노력을 보여준다. 특히 디지털 방송과 모바일 서비스의 도입, 새로운 제작 시설의 확충 등은 MBC가 전통적인 방송의 틀을 넘어 다양한 플랫폼으로 영역을 확장해 나가는 중요한 전환점이 되었다.

### 다채널 시대 (2011년 ~ 현재)
MBC는 2010년대에 들어서며 조직 구조와 방송 기술의 현대화를 지속적으로 추진했다. 2011년 9월 1일, 경남지역 문화방송 계열사들을 통합해 MBC경남을 출범시켰고, 이후 2015년과 2016년에도 각각 MBC강원영동과 MBC충북을 출범시키며 지역 방송 네트워크를 재편했다.
기술적 측면에서는 2012년 12월 31일 수도권에서 지상파 아날로그 텔레비전 방송을 종료하고, 2013년 1월 1일부터 24시간 종일방송을 실시하는 등 디지털 방송 시대로의 전환을 완료했다. 2017년 5월 31일에는 UHD 방송을 개국하여 방송 화질의 혁신을 이뤘다.
인프라 측면에서는 2014년 9월 1일, 여의도 사옥 시대를 마감하고 서울특별시 마포구 상암동의 신사옥으로 이전하며 새로운 도약의 기반을 마련했다. 또한 2016년 12월 19일에는 FM4U 송신소를 남산에서 관악산으로 이전 완료하여 수도권 난청 지역 문제를 해결했다.
MBC는 2017년 9월 4일부터 11월 13일까지 71일간의 총파업을 겪으며 내부적 변화를 겪었고, 이후 새로운 경영진을 맞이했다. 2023년 5월 8일에는 AM 라디오 방송을 폐국하는 등 변화하는 미디어 환경에 대응하는 모습을 보였다.

### 라디오방송

MBC 라디오 로고

## 로고
|                                   |
| 1961년 12월 2일 ~ 1969년 6월 30일 |

|                                  |
| 1969년 7월 1일 ~ 1974년 7월 24일 |

|                                    |
| 1974년 7월 25일 ~ 1980년 12월 14일 |

|                                    |
| 1980년 12월 15일 ~ 1981년 12월 1일 |

|                                    |
| 1981년 12월 2일 ~ 1985년 12월 31일 |

|                                 |
| 1986년 1월 1일 ~ 2005년 1월 2일 |

|                                   |
| 2005년 1월 3일 ~ 2011년 12월 31일 |

|                                 |
| 2012년 1월 1일 ~ 2023년 4월 5일 |

|                       |
| 2023년 4월 6일 ~ 현재 |

|                                |
| 2023년 4월 6일 ~ 현재 (한글판) |

## 사옥

### 변천 과정
- 1961년 12월 2일 ~ 1969년 8월 7일: 라디오 개국 종로구 인사동(현재의 덕원 갤러리).
- 1969년 8월 8일 ~ 1982년 3월 16일: 텔레비전 개국 중구 정동
- 1982년 3월 17일 ~ 2014년 8월 3일: 영등포구 여의나루로 96(여의동 31번지) 여의도 문화방송 사옥
- 1997년: 경기도 양주시에 양주 스튜디오 준공.
- 2007년 11월 30일: 경기도 고양시 일산동구 장항동에 일산 드림센터 준공
- 2013년 7월: 마포구 상암동의 디지털 미디어 시티에 방송영상제작센터 준공.
- 2014년 8월 4일: 서울특별시 마포구 상암동 사옥(현 위치)으로 공식 준공 이전.

### 현황
- 상암 사옥 (본사)
  - 공사 기간: 2010년 6월 18일 ~ 2014년 8월
  - 지하 3층, 지상 14층 / 건축면적: 34,209m² / 연면적: 148,737m²[8]
  - 舊 여의도 사옥과 일산 일산 MBC 드림센터 사옥을 합친 규모보다 더 크며 축구장 21개의 규모에 해당한다. 제작스튜디오 5곳, 뉴스스튜디오 2곳, 음향스튜디오 7곳, 매직스튜디오 1곳 등이 위치해있다.
  - 경영센터, 방송센터, 미디어센터 (내부)

- 일산드림센터
  - 공사 기간: 2004년 9월 ~ 2007년 7월[9]
  - 지하 4층, 지상 10층 / 건축면적: 11,736m² / 연면적: 78,274m²
  - 한국 최대 규모의 복층 스튜디오로 구성되어 있다. 드라마와 예능 프로그램 제작이 주요 기능이며, 2층에 예능 스튜디오 2곳, 공개홀 1곳, 7층에 드라마 스튜디오 3곳 등이 위치하고 있다.

## 역대 사장
| 역대 (대수)    | 성명   | 임기                                     | 출신 분야 또는 전직 |
| -------------- | ------ | ---------------------------------------- | ------------------- |
| 제1·2·3대      | 김지태 | 1961년 2월 21일 ~ 1962년 7월 22일        |                     |
| 제4대          | 고원증 | 1962년 7월 22일 ~ 1964년 8월 26일        |                     |
| 제5대          | 황용주 | 1964년 8월 26일 ~ 1964년 12월 15일       |                     |
| 제6·7·8대      | 조증출 | 1964년 12월 15일 ~ 1971년 6월 30일       |                     |
| 제9·10·11·12대 | 이환의 | 1971년 6월 30일 ~ 1980년 6월 20일        |                     |
| 직무대행       | 임택근 | 1980년 6월 20일 ~ 1980년 7월 5일         |                     |
| 제13대         | 이진희 | 1980년 7월 5일 ~ 1982년 6월 7일          | 기자                |
| 제14·15대      | 이웅희 | 1982년 6월 7일 ~ 1986년 2월 17일         | 기자                |
| 제16대         | 황선필 | 1986년 2월 17일 ~ 1988년 8월 29일        |                     |
| 직무대행       | 신정휴 | 1988년 8월 29일 ~ 1988년 11월 2일        |                     |
| 제17대         | 김영수 | 1988년 11월 2일 ~ 1989년 2월 10일        |                     |
| 제18·19대      | 최창봉 | 1989년 2월 10일 ~ 1993년 3월 12일        | 프로듀서            |
| 제20·21대      | 강성구 | 1993년 3월 17일 ~ 1996년 6월 14일        | 기자                |
| 직무대행       | 편일평 | 1996년 6월 14일 ~ 1996년 7월 22일        |                     |
| 제22대         | 이득렬 | 1996년 7월 22일 ~ 1999년 3월 8일         | 기자                |
| 제23대         | 노성대 | 1999년 3월 9일 ~ 2001년 3월 9일          | 기자                |
| 제24·25대      | 김중배 | 2001년 3월 9일 ~ 2003년 3월 2일          | 기자                |
| 제26대         | 이긍희 | 2003년 3월 3일 ~ 2005년 2월 25일         | 프로듀서(시사교양)  |
| 제27대         | 최문순 | 2005년 2월 25일 ~ 2008년 2월 28일        | 기자                |
| 제28대         | 엄기영 | 2008년 2월 29일 ~ 2010년 2월 8일         | 기자                |
| 제29·30대      | 김재철 | 2010년 2월 26일 ~ 2013년 3월 26일        | 기자                |
| 직무대행       | 안광한 | 2013년 3월 26일 ~ 2013년 5월 3일         |                     |
| 제31대         | 김종국 | 2013년 5월 3일 ~ 2014년 2월 24일         | 기자                |
| 제32대         | 안광한 | 2014년 2월 25일 ~ 2017년 2월 24일        | 프로듀서(편성)      |
| 제33대         | 김장겸 | 2017년 2월 25일 ~ 2017년 11월 13일       | 기자                |
| 직무대행       | 최기화 | 2017년 11월 14일 ~ 2017년 12월 7일       |                     |
| 제34대         | 최승호 | 2017년 12월 7일 ~ 2020년 2월 23일        | 프로듀서(시사교양)  |
| 제35대         | 박성제 | 2020년 2월 24일 ~ 2023년 2월 23일        | 기자                |
| 제36대         | 안형준 | 2023년 2월 24일 ~ 2026년 3월 23일 (예정) | 기자                |

## 회사

### 조직
| - 사장: 안형준 - 감사국 - 미래정책실 - 기획조정본부: 박건식 - 기획국: 예산기획부, 정책기획부, 그룹기획부 - 공영미디어국: 심의, 시청자커뮤니케이션 - 메가MBC추진단: 관계회사, 그룹전략 - 부사장: 박태경 - 사회공헌실 - 아나운서국: 아나운서 1부~3부 - 홍보심의국: 홍보부, 시청자부, TV심의부, 라디오심의부 - 혁신성장본부: 조준묵 - 미디어기획국: 미디어전략부, IP전략부 - 미디어사업국: 국내유통사업부, 글로벌사업부, - D크리에이티브스튜디오: M드로메다스튜디오부, 콘텐츠메타데이터부 - 보도본부: 박장호 - 통일방송추진단 - 보도국: 보도운영부 - 보도제작국: 보도제작 1부, 보도제작 2부, 시사영상부 - 취재센터: 정치부, 통일외교부, 국제부, 경제부, 사회1부, 사회2부, 전국부, 문화과학부, 탐사보도부 - 편집센터: 뉴스데스크 편집부, 뉴스투데이 편집부, 컴퓨터그래픽부 - 뉴스콘텐츠센터: 뉴스콘텐츠 취재1부, 뉴스콘텐츠 취재2부, 뉴스콘텐츠 편집부 - 뉴미디어뉴스국: 뉴미디어 뉴스취재부, 뉴미디어 편집부, 마봉춘 미디어랩부 - 스포츠국: 스포츠 취재부, 스포츠 제작부, 스포츠 기획사업부 - 경인지사: 제작사업부, 수원총국, 인천총국, 성남용인총국, 고양의정부총국 - 선거방송기획단 - 논설위원실 - 보도NPS준비센터 | - 드라마본부: 이주환 - 드라마전략부 - 드라마부문스튜디오: 강미영 - 드라마1EP ~ 4EP - 예능본부: 전진수 - 예능운영부 - 예능마케팅부 - 예능제작 1~5부 - 예능파일럿부 - 시사교양본부: 유해진 - 시사교양 1~4부 - 콘텐츠협력센터: 콘텐츠협력 1~2부 - 라디오본부: 김현수 - 라디오편성부, 라디오제작 1~4부 - 방송인프라본부: 이희석 - 디지털기술국: 기술관리부, TV송출부, 송신부, 기술연구소 - 제작기술국: 제작기술부, 영상기술부, 종합편집부, 중계부, 보도기술부, 라디오기술부 - 영상미술국: 영상1부, 영상2부, 미술부 - 경영본부: 박미나 - 경영지원국: 총무부, 인사부, 인재개발부, 법무부, 재무운영부 - 광고국: 광고기획부, 광고영업부 - 자산개발국: 자산기획부, 자산관리부, 관제구매부, 정보콘텐츠부 |

### 자본 및 주주
| 주주           | 소유주식 수 | 소유 지분 | 액면가 |
| -------------- | ----------- | --------- | ------ |
| 방송문화진흥회 | 14만 주     | 70%       | 7억원  |
| 정수장학회     | 6만 주      | 30%       | 3억원  |
| 합계           | 20만 주     | 100%      | 10억원 |

방송법에 따르면, 누구든지 "특수관계자" 가 소유하는 주식 또는 지분을 포함하여 지상파방송사업자(문화방송이 해당됨)의 주식 또는 지분 총수의 100분의 30을 초과하여 소유할 수 없으나, 예외적으로 문화방송의 경우처럼, 「방송문화진흥회법」에 의하여 설립된 방송문화진흥회가 방송사업자의 주식 또는 지분을 소유하는 경우를 포함하여 몇 가지 예외를 규정하고 있다.

### 영업 매출
MBC의 광고 매출은 6,940억 원(2010)으로 전년 대비 15% 증가하였으며, 1988년부터 현재까지 광고 매출액 기준으로 방송사 중 1위이다.

### 사옥

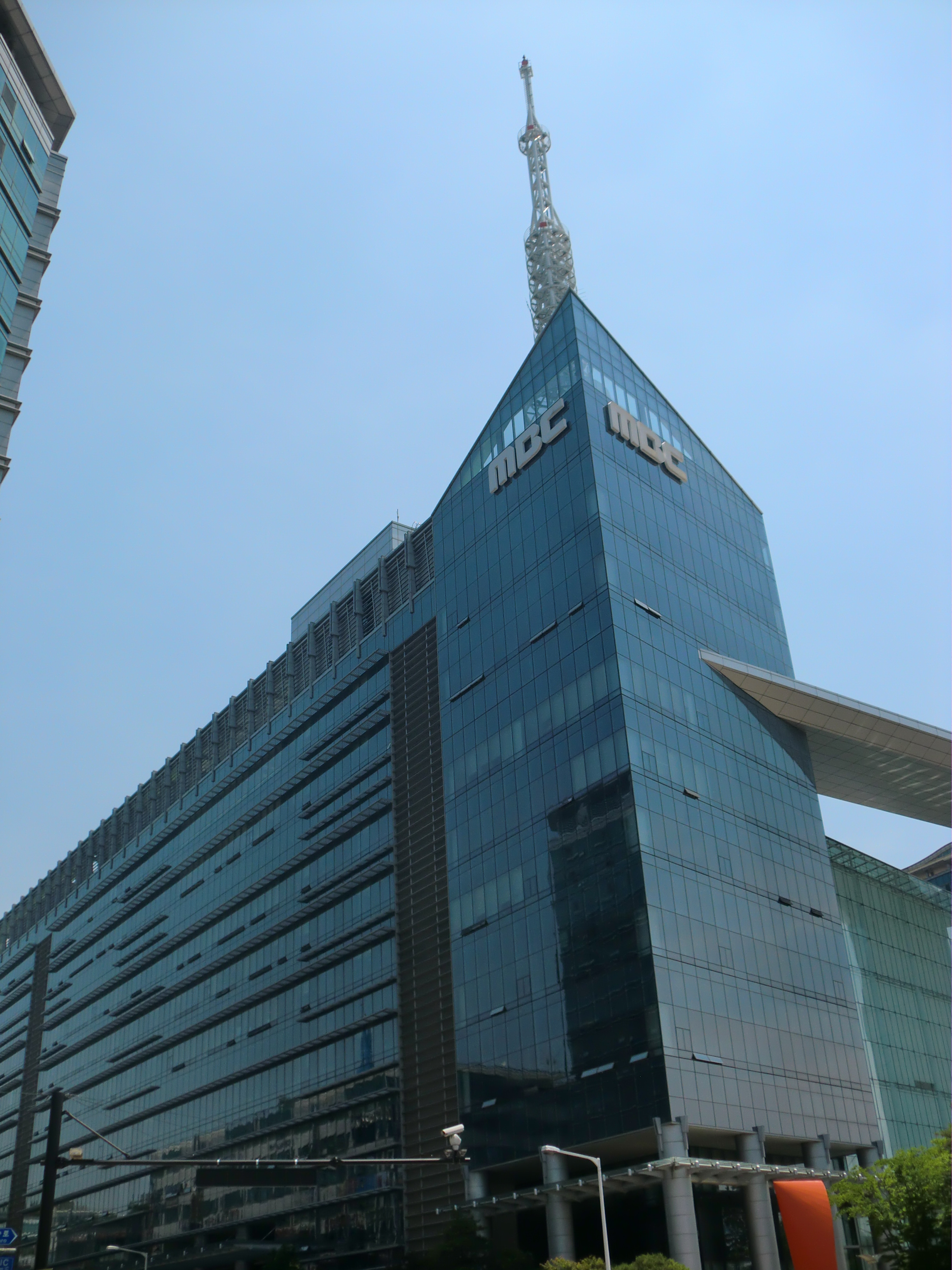
일산드림센터
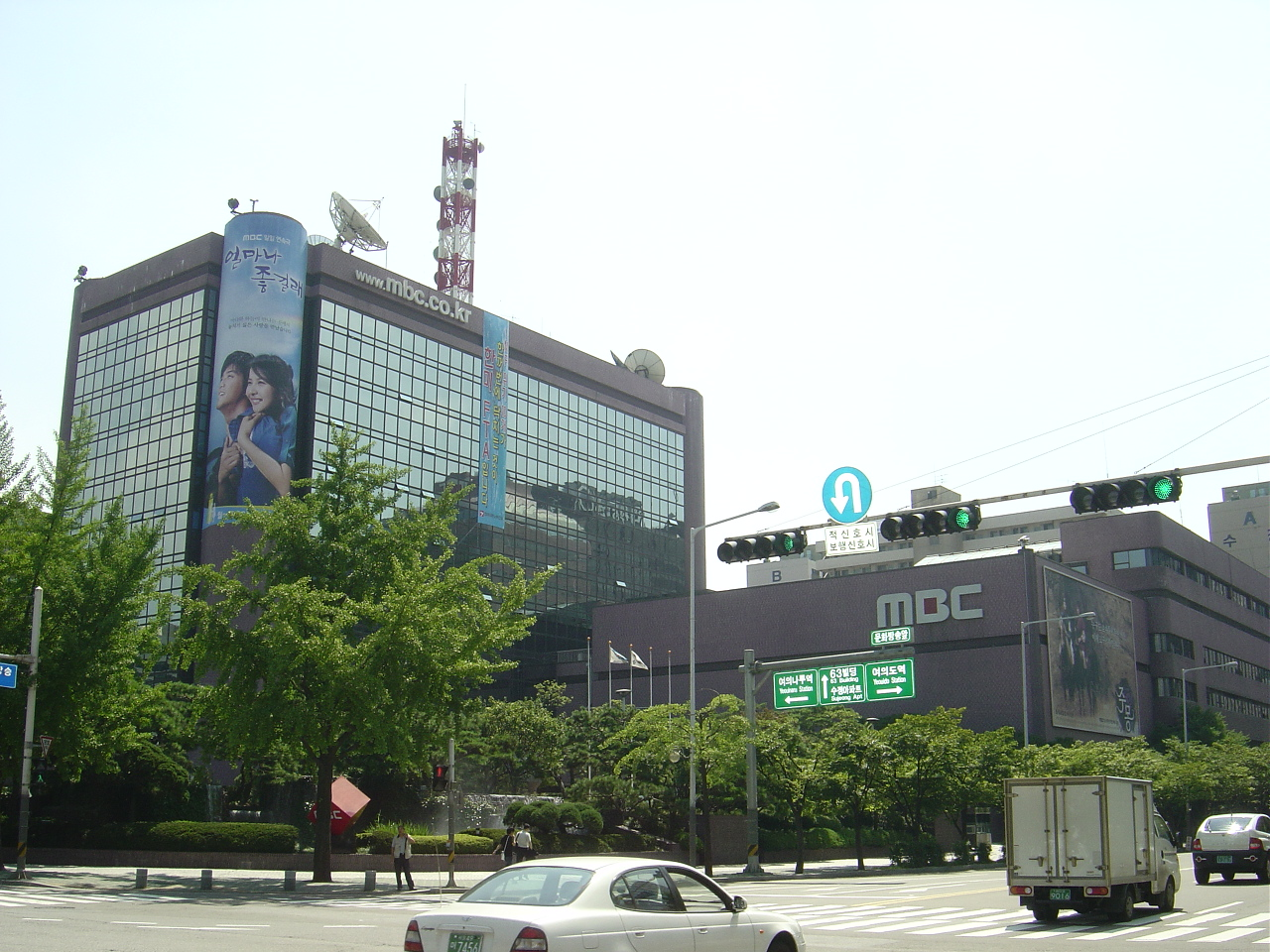
서울특별시 영등포구 여의도동 사옥 시절의 문화방송(철거)
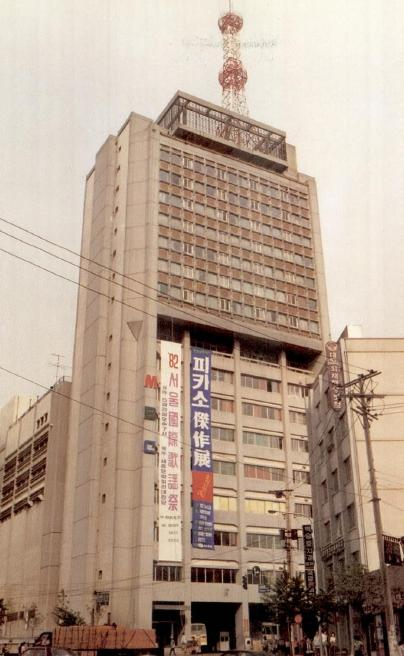
서울시 중구 정동 사옥 (현재는 경향신문 본사)

### 지사 · 자회사
해외 지국
도쿄, 베이징, 워싱턴 D.C.
자회사(8개사)
MBC 플러스, MBC C&I, iMBC, MBC ARTS, MBC플레이비, MBC 아카데미, MBC 아메리카, MBC 나눔
과거 관계사
- 경향신문

## 계열 네트워크 방송사

### 강원권
- 춘천문화방송 (강원특별자치도 영서 북부)
- 원주문화방송 (강원특별자치도 영서 남부)
- MBC강원영동 (강원특별자치도 영동)
  - 강릉방송국 (강원특별자치도 영동 북부)
  - 삼척방송국 (강원특별자치도 영동 남부)

### 충청권
- 대전문화방송 (대전광역시,세종특별자치시,충청남도 일원)
- MBC충북 (충청북도 일원)
  - 청주방송국 (충북 남부)
  - 충주방송국 (충북 북부)

### 경상권
- 대구문화방송 (대구광역시 일원,경북 중서남부)
- 안동문화방송 (경북 북부)
- 포항문화방송 (경북 동해안)
- 부산문화방송 (부산광역시 일원,경남 동부 일부)
- 울산문화방송 (울산광역시 일원)
- MBC경남 (경상남도 일원)
  - 창원방송 (경남 동부지역)
  - 진주방송 (경남 서부지역)

### 호남권
- 전주문화방송 (전북특별자치도 일원)
- 광주문화방송 (광주광역시 일원,전남 중북부)
- 목포문화방송 (전남 서남부)
- 여수문화방송 (전남 동부)

### 제주권
- 제주문화방송 (제주특별자치도 일원)

## 같이 보기
- KBS
- SBS
- EBS
- MBC 청룡